# Kanton Saint-Sever-Calvados
Der Kanton Saint-Sever-Calvados war von 1790 bis 2015 ein französischer Wahlkreis im Département Calvados in der damaligen Region Basse-Normandie. Er umfasste 18 Gemeinden im Arrondissement Vire; sein Hauptort (frz.: chef-lieu) war Saint-Sever-Calvados. Die landesweiten Änderungen in der Zusammensetzung der Kantone brachten im März 2015 seine Auflösung. Vertreterin im Generalrat des Départements war zuletzt von 2014 bis 2015 Catherine Gourney-Leconte (DVD). 

## Geografie
Der Kanton Saint-Sever-Calvados war 192,38 km2 groß und hatte zuletzt 7.226 Einwohner (Stand: 2012). 

## Gemeinden
| Gemeinde                 | Einwohner (Stand: 2014) | Code postal | Code Insee |
| ------------------------ | ----------------------- | ----------- | ---------- |
| Beaumesnil               | 212                     | 14380       | 14054      |
| Campagnolles             | 498                     | 14500       | 14127      |
| Champ-du-Boult           | 375                     | 14380       | 14151      |
| Courson                  | 429                     | 14380       | 14192      |
| Fontenermont             | 143                     | 14380       | 14279      |
| Le Gast                  | 206                     | 14380       | 14296      |
| Landelles-et-Coupigny    | 887                     | 14380       | 14352      |
| Le Mesnil-Benoist        | 47                      | 14380       | 14415      |
| Le Mesnil-Caussois       | 127                     | 14380       | 14416      |
| Mesnil-Clinchamps        | 970                     | 14380       | 14417      |
| Le Mesnil-Robert         | 200                     | 14380       | 14424      |
| Pont-Bellanger           | 65                      | 14380       | 14511      |
| Pont-Farcy               | 543                     | 14380       | 14513      |
| Saint-Aubin-des-Bois     | 230                     | 14380       | 14559      |
| Saint-Manvieu-Bocage     | 543                     | 14380       | 14611      |
| Sainte-Marie-Outre-l'Eau | 114                     | 14380       | 14619      |
| Saint-Sever-Calvados     | 1.244                   | 14380       | 14658      |
| Sept-Frères              | 395                     | 14380       | 14671      |

## Bevölkerungsentwicklung
| 1962 | 1968 | 1975 | 1982 | 1990 | 1999 | 2006 | 2011 |
| ---- | ---- | ---- | ---- | ---- | ---- | ---- | ---- |
| 9036 | 8343 | 7386 | 7035 | 6854 | 7018 | 7117 | 7248 |